# Johann Ludwig Burckhardt

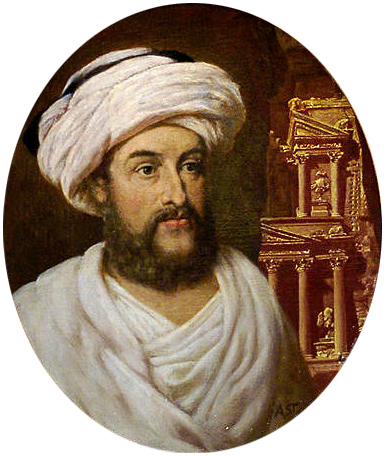
Johann Ludwig Burckhardt

Johann Ludwig, także John Lewis, Jean Louis, w świecie arabskim znany również jako Ibrahim ibn Abdullah (ur. 24 listopada 1784 w Lozannie, zm. 15 października 1817 w Kairze) – szwajcarski podróżnik i orientalista, badacz Syrii, Egiptu i Arabii.

## Lata młodości
Po ukończeniu studiów z zakresu arabistyki, kultury i historii Bliskiego Wschodu na uniwersytetach w Lipsku i Getyndze udał się latem 1806 roku do Anglii zaopatrzony w list polecający znanego naturalisty Johanna Friedricha Blumenbacha do sir Josepha Banksa, który, jako założyciel Towarzystwa Afrykańskiego, poszukiwał chętnych do podróży odkrywczej z Egiptu poprzez Saharę do Timbuktu i źródeł Nigru. Kandydatura Burckhardta, głównie z powodu jego znajomości podstaw arabskiego, została zaakceptowana i w marcu 1809 roku wyruszył on na wschód. Zatrzymał się na Malcie, skąd jesienią udał się do Aleppo w Syrii z zamiarem doszlifowania języka, poznania praw i obyczajów ludów muzułmańskich.
Burckhardt pozostał w Syrii przez dwa następne lata często przebywając wśród pustynnych nomadów, wyprawiając się do ruin starożytnej Palmyry do Damaszku, wędrując po Libanie i Palestynie. W trakcie przygotowań do podróży przyjął nazwisko Ibrahim Ibn Abdullah i przeszedł na islam. W ciągu tych dwóch lat tak dobrze poznał Koran, zwyczaje i język, że z powodzeniem mógł uchodzić za Araba.

## Podróże
W czerwcu 1812 roku ruszył wreszcie do Kairu, gdzie miał zamiar dołączyć się do którejś z karawan kupieckich utrzymujących łączność z Murzukiem, stolicą Fazzanu w dzisiejszej Libii. Po drodze na nowo odkrył dla Europejczyków wykutą w skale Petrę, nie odwiedzaną od czasów wypraw krzyżowych.
Gdy dotarł we wrześniu do Egiptu, okazało się, że w najbliższym czasie żadna karawana do Fazzanu nie odejdzie. W związku z powyższym podjął wyprawę w górę Nilu, rozpoczynając podróż z miejscowości Isna (55 km na południe od Luksoru) i docierając aż do III katarakty. W marcu 1813 roku, w drodze powrotnej na północ, zwiedził monumentalną świątynię Ramzesa II w Abu Simbel.
W dalszym ciągu nie mogąc doczekać się karawany w głąb Sahary rozpoczął wiosną 1814 roku badanie pustyni nubijskiej i północnowschodniego Sudanu. Po przybyciu do portu Sawakin wsiadł na statek płynący do Dżuddy, skąd dotarł jako pielgrzym do Mekki. Zwiedził też Medynę, a następnie szlakiem wzdłuż wschodniego brzegu Morza Czerwonego udał się na eksplorację półwyspu synajskiego, by powrócić do Kairu w końcu czerwca 1816 roku w stanie krańcowego wyczerpania.
W początkach 1817 roku – wciąż oczekując karawany – zajął się porządkowaniem ostatnich notatek, ale w kwietniu, gdy marzenie miało się ziścić, zapadł na dyzenterię i 15 października zmarł. Wkrótce potem Towarzystwo Afrykańskie zaczęło publikować jego prace, które – dzięki temu, że wysyłał regularnie do Anglii swoje zapiski, dzienniki podróży i kopie listów – zachowały się niemal w całości.
Johann Ludwig Burckhardt, choć nie osiągnął zamierzonego celu wyprawy, dostarczył Europie wielu nowych informacji nt. Bliskiego Wschodu. Jego raport o Wahhabitach, którzy przejęli kontrolę nad Arabią w roku 1811, był pierwszym, jaki dotarł do Anglii. Jego opis Mekki i Medyny zainspirowały kolejne badania, jakich bodjął się sir Richard Francis Burton.

## Publikacje
Jego prace zostały wydane pośmiertnie:
1. Travels in Nubia (1819)[1]
2. Travels in Syria and the Holy Land (1822)[1]
3. Travels in Arabia (1829)[1]
4. Arabic Proverbs, or the Manners and Customs of the Modern Egyptians (1830)[2]
5. Notes on the Bedouins and Wahábys (1830)[3]